# Scarus coelestinus
Scarus coelestinus (Valenciennes, 1840), noto comunemente come pesce pappagallo blu è un pesce osseo marino appartenente alla famiglia Scaridae.

## Distribuzione e habitat
Endemico dell'oceano Atlantico occidentale tropicale nel mar dei Caraibi e dalle Bermuda, Bahamas e Florida meridionale fino al sud del Brasile. Vive su fondi duri, scogliosi e corallini a profondità tra 5 e 75 metri (di solito non oltre 20 metri).

## Descrizione
L'aspetto è quello tipico dei pesci pappagallo con corpo ovale fusiforme e denti fusi in un becco. Il becco ha color verdastro o azzurrognolo. Il colore del corpo è scuro, da indaco a nerastro con il centro di alcune scaglie e parti del muso blu brillante. Una fascia blu è anche presente sugli occhi. La taglia massima nota è di 77 cm, la media è di 50 cm. Il peso massimo registrato è di 7 kg.

## Biologia
Di solito si trova in banchi, spesso assieme a pesci chirurgo.

### Alimentazione
Si nutre di alghe che gratta da scogli e corallo.

## Pesca
Questa specie viene catturata per il consumo umano laddove è comune. Non esiste comunque una pesca specifica a questa specie.

## Acquariofilia
Viene allevato negli acquari marini anche se da adulto raggiunge taglie notevoli per cui può essere ospitato solo da acquari pubblici.

## Conservazione
Lo status delle popolazioni non è noto con certezza. Esistono comunque evidenze che in alcune aree le popolazioni si stiano riducendo a causa della sovrapesca.